# Orșova
Orșova (în germană Orschowa, în maghiară Orsova, în sârbă Оршава) este un municipiu în județul Mehedinți, Banat, România. Este situat pe malul lacului de acumulare Porțile de Fier I de pe Dunăre, în zona de vărsare a râului Cerna în Dunăre. La recensământul din 2021, populația orașului era de 8506 locuitori.
Ca urmare a realizării lacului de acumulare Porțile de Fier I, vechea vatră a orașului a fost inundată în 1970, iar populația a fost strămutată pe un nou amplasament, incluzând terasele Dunării și ale Cernei și versantul de sud al Munților Almăjului, unde s-a construit un oraș complet nou (1966-1971), care a înglobat și satele Jupalnic, Tufari și Coramnic.

## Localizare
Distanța de la Orșova până în municipiul Drobeta Turnu Severin este de 29,1 km, pe DN 57 și apoi DN 6. Localitățile învecinate sunt Eșelnița (6 km) și Topleț (10 km). Peste Dunăre, în Serbia, se găsește localitatea Tekija. Cea mai scurtă legătură rutieră între cele două localități măsoară 35 km, peste podul de la Porțile de Fier. În linie dreaptă distanța dintre cele două localități este de 2 km.

## Cartiere
- Nord
  - Stefan cel Mare
  - Avram Iancu
  - Viilor
  - Vlahuta
- SudHop
- Ghebaura
- Evantai
- Coramnic
- Gara
- Horia
- Magrin
- Poiana Stelii
- California
- Marinarilor
- Decebal
- Banatului
  - Traian
  - Alecsandri
- Granicerilor
- Marina - UGO
- Gretca

## Istoric
Istoria Orșovei este foarte veche. Romanii au construit aici castrul Dierna, așadar prima atestarea documentară a localității datează din perioada romană, secolul II e.n. După Evul Mediu timpuriu, localitatea reapare menționată în documente în secolul al XIV-lea, fiind vorba despre o cetate de piatră. Mai târziu, localitatea a devenit un avanpost al austriecilor pe Dunăre, făcând parte din regiunea Banatului.
În 1910, este deschis șantierul naval. După Unirea Banatului cu România, este declarată oraș (la 1923). Dezvoltarea economică a Orșovei în perioada interbelică s-a desfășurat în jurul cărbunelui extras de la Mehadia și utilizat în rafinăria construită în port. La reforma administrativ-teritorială din 1968, orașul și zona împrejmuitoare este trecută în administrarea județului Mehedinți.
- A făcut parte din provincia romană Dacia. În arealul localității au fost descoperite urmele castrului roman Dierna, care a fost ridicat la rang de municipiu în anul 193.
- Localitatea a fost menționată în Gesta Hungarorum sub numele Urscia, cu ocazia luptelor românilor conduși de Glad împotriva triburilor maghiare în anul 934. Denumirea de Urscia este disputată cu localitatea sârbeasca Vârșeț dar sârbii consideră totuși că numele Vârșeț este sigur sârbesc.
- Subiect de dispută între voievodul oltean Litovoi și Regatul Ungariei, localitatea rămâne un timp în posesia domnitorilor munteni, trecând însă o dată cu numirea lui Iancu de Hunedoara, ca ban al Severinului, în posesie maghiară.
- În anul 1524 cetatea Orșova (inclusiv localitatea) a fost cucerită de turci și stăpânită de aceștia până în anul 1688. Din anul 1664 Orșova a devenit centru administrativ al unui sangeac.
- În anul 1688 localitatea a fost cucerită de austrieci iar în 1768 a devenit sediul unui garnizoane de graniță austriece, atacată și distrusă în 1819 de Tudor Vladimirescu în urma unui incident de graniță româno-austriac.
- În anul 1916 așezarea a fost ocupată pentru scurt timp (august-septembrie) de armata română, respinsă și înfrântă în contraofensiva condusă de generalul Erich von Falkenhayn.
- În anul 1919 fostul comitat Caraș-Severin a intrat în componența Regatului României.
- În anul 1923 Orșova a fost declarată oraș.
- Cu ocazia reformei administrative din anul 1968 a fost trecută în componența județului Mehedinți.

#### Cele mai importante momente din istoria Orșovei[3]

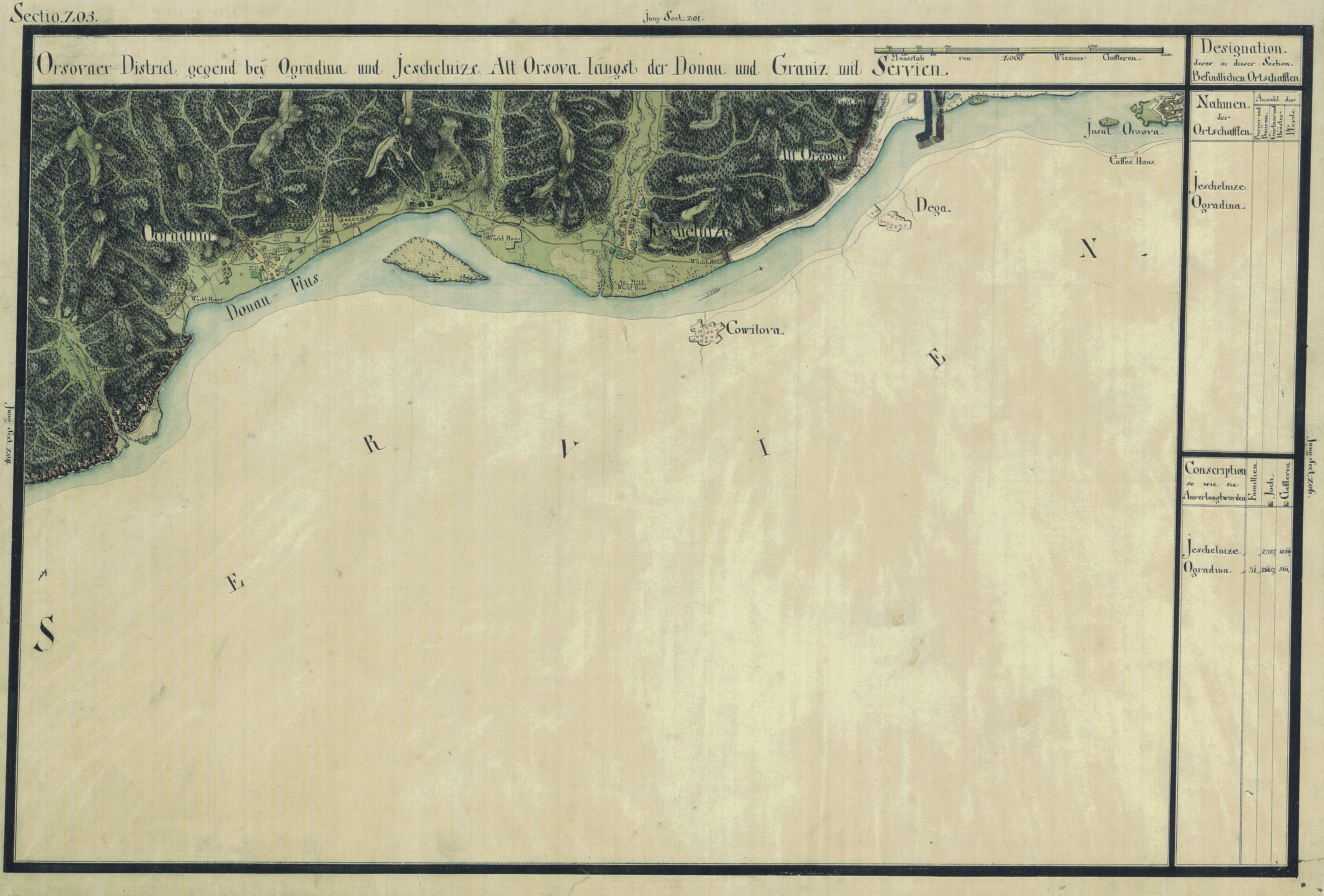
Orșova în Harta Iosefină a Banatului, 1769-72

Paleoliticul superior – primele urme de locuire ale omului în zona Orșovei (Cazanele Dunării , Cuina Turcului și Băile Herculane, Peștera Hoților.
Epipaleolitic (10.000 – 8.000 î.C. ) primele unelte agricole din zonă și primele manifestări de artă ale omului.
Neolitic - bronz (5.500 – 2.200 î.C. și 2.200 – 1.200 î.C.) primele urme de locuitori.
Sec.I î.C. - este posibilă existența unei cetăți dacice în zonă.
100 – Se construiește (pe malul opus) drumul roman din Defileul Dunării (cu Tabula Traiana) și canalul roman de la Sip.
101 – Cucerirea romană; se înființează localitatea Dierna, printre primele centre daco-romane din noua provincie a Imperiului Roman. Centru meșteșugăresc și punct vamal.
157 – o inscripție atestă prima dată epigrafic numele orașului sub numele de Tisierna.
193-211 - Împăratul Septimius Severus ridică Dierna la rangul de Municipiu.
Sfârșitul sec. III – sec. IV - Este construit castrul roman târziu. Tot în această perioadă sunt atestați primii creștini în localitate.
Sec. IV – VI – Dierna-Zernes este restaurată de romani, apoi de bizantini.
Sec. X – Cetatea Urscia este centrul politic și militar al voievodului Glad.
1366 – Regele Ludovic cel Mare proclamă Orșova “Cetate Regească”.
1524 – Turcii cuceresc cetatea Orșovei.
1660 – Orșova este stăpânită de otomani, este reședință de sandjeac; localitatea civilă este un sat de pescari și de agricultori.
1739 – 1740 - pentru a stăpâni Orșova, turcii construiesc “Canalul Cernei” (~ Diernei).
1790 – prin pacea de la Sistov, Orșova trece în componența Austriei.
1772 – 1870 – Orșova face parte din "Regimentul grăniceresc".
1829 – se termină lucrările la șoseaua Caransebeș – Orșova.
1830 – Orșova devine însemnat punct în navigația pe Dunăre, sediul unor agenții de navigație.
1834 – 1846 – se construiește șoseaua de pe malul stâng al Defileului Dunării.
1849 – la Orșova este îngropată coroana Ungariei de către revoluționarii ce trec în Imperiul Otoman. Coroana a fost găsită abia în anul 1853, pe locul respectiv înălțându-se "Capela Coroanei".
1853 – se înființează oficiul telegrafic.
1866 – prima circumscripție medicală.
1873 – Orșova este inclusă în Județul Severin din Provincia Banat. Localitatea dispune de judecătorie, pretură, notariat pentru nevoile locuitorilor din zonă.
1877 – Orșova primește dreptul la două târguri săptămânale și doua anuale (1 mai și 17 septembrie).
1878 – se termină lucrările la calea ferată Timișoara – Orșova, legată de calea ferată Timișoara – Budapesta și Vârciorova – București. Primul tren sosește în Orșova la 11 ianuarie 1878, iar la 19 mai 1878 prin gara imperială de graniță de aici începe circulația normală a trenurilor.
1890–1896 au loc lucrările de regularizare a șenalului navigabil al Dunării, se înființează un șantier de reparații navale, se construiește paralel portul de mărfuri “Coroana” legat prin cale ferată de gară și printr-o conductă de rafinăria de petrol din zona gării. O parte a portului din zona orașului primește statutul de "Port liber".
1916 (august – noiembrie) - bătăliile armatei române de la Alion și Cerna, conduse în prima parte de generalul–erou Ioan Dragalina.
1919 (5 mai) - Armata Română intră în Orșova, integrată apoi definitiv în România.
1923 – Orșova primește statutul de oraș.
1944 (26-28 august) - lupte de eliberare a Orșovei din al doilea război mondial; luptele continuă până la 30 august 1944 pentru eliberarea defileului Orșova – Severin; în luna septembrie 1944 au loc luptele de apărare a Defileului Dunării în fața inamicului ce declanșase ofensiva de-a lungul întregului defileu.
1954 – prin noua împărțire administrativă, Orșova devine centru de raion în regiunea Banat (între anii 1950 – 1954, datorită conflictului cu Jugoslavia, centrul de raion a fost stabilit la Mehadia) dispunând de toate instituțiile administrative și politice de rigoare.
1968 – prin împărțirea administrativ-teritorială din februarie 1968, Orșova este inclusă pentru prima oară în județul Mehedinți, pierzând o serie de instituții: judecătoria, notariatul, agențiile de navigație.
1966 – 1974 - are loc strămutarea orașului ca urmare a construirii sistemului hidrotehnic și de navigație “Porțile de Fier”; în componența noului oraș intră și satele Jupalnic, Tufări, Coramnic.
1990 (noiembrie) - orașul primește statut de municipiu.
Actualul oraș nu se află pe vatra orașului vechi, deoarece acesta a fost mutat mai sus față de nivelul Dunării, în prima parte a anilor '70, odată cu umplerea lacului de acumulare format de barajul de la hidrocentrala Porțile de Fier I.

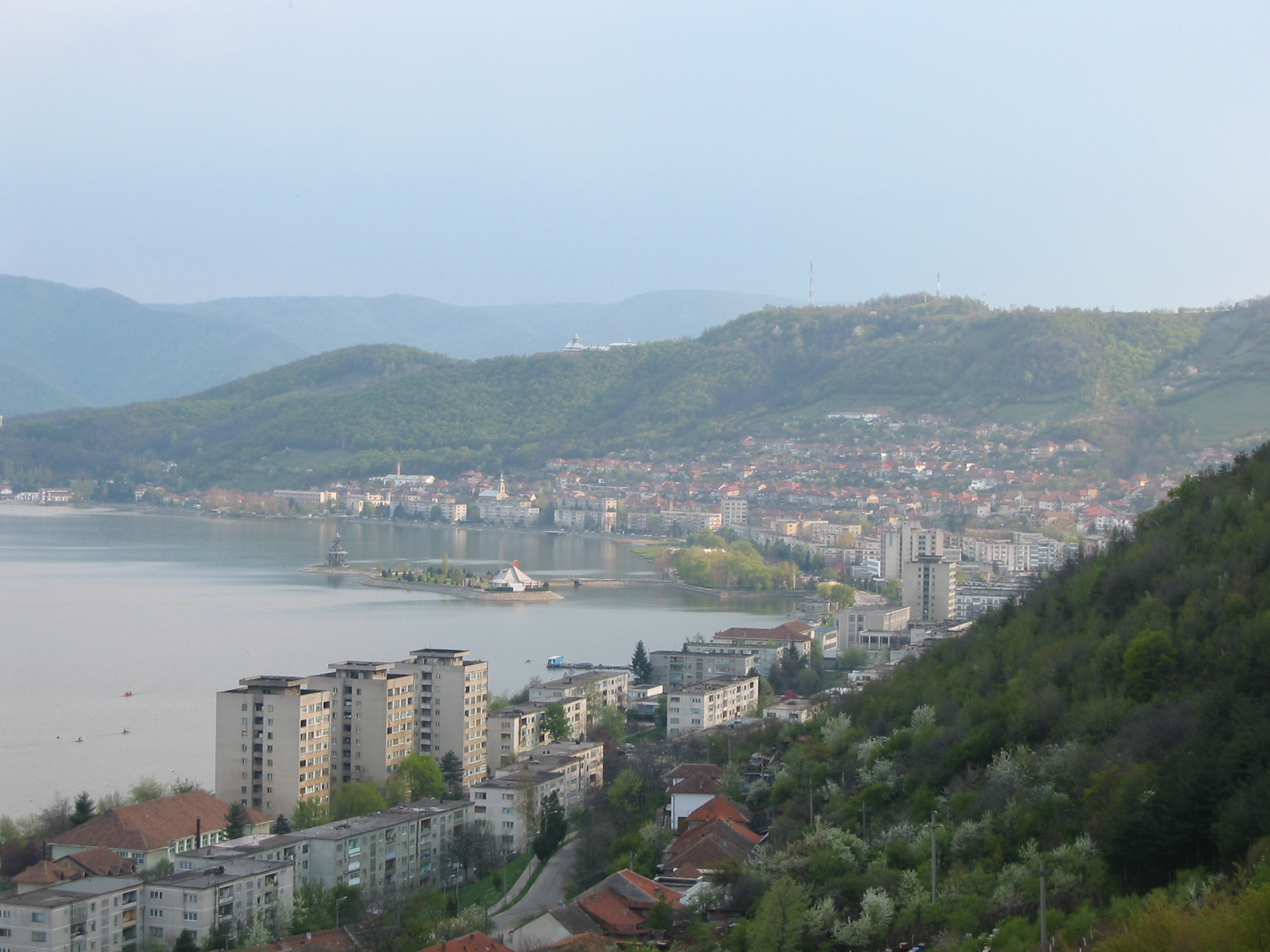
Orșova vara

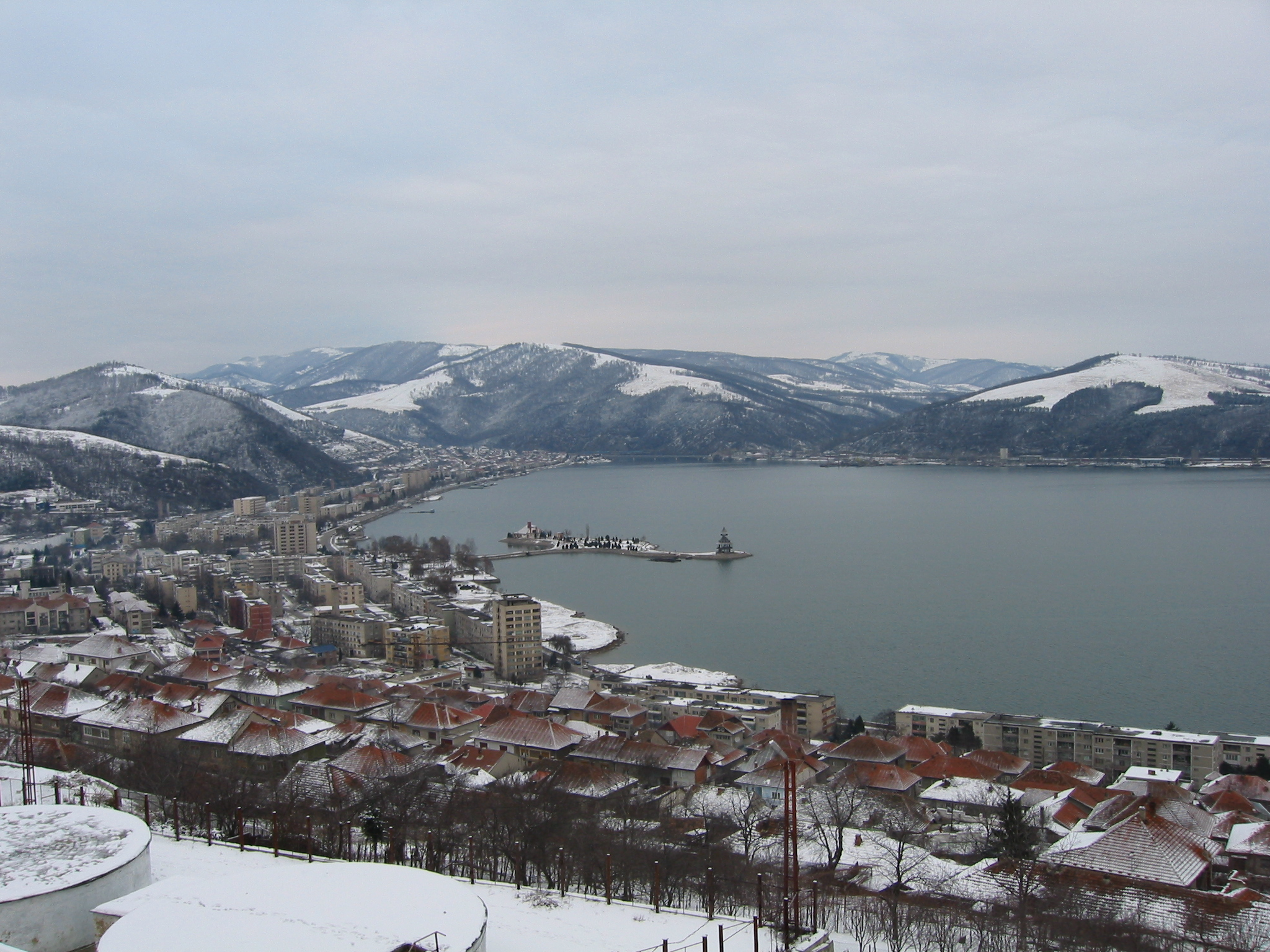
Orșova iarna

## Economie
Industria extractivă este reprezentată prin exploatări de bentonit, de crom, granit și balast. Principalele industrii dezvoltate la nivelul orașului sunt: industria energetică, construcții de nave fluviale, industria constructoare de motoare, generatoare și transformatoare electrice, industria de prelucrare a minereurilor neferoase (feldspat, azbest, cuarț, talc) și de prelucrare a lemnului, industria textilă.

## Obiective turistice
- Mănăstirea Sfânta Ana, Orșova

Relieful Orșovei

- Biserica romano-catolică din Orșova, monument istoric
- Capul lui DECEBAL REX
- Clisura Dunării
- Golful Dunării
- Barajul Porțile de Fier 1

## Descrierea stemei
Stema municipiului Orșova se compune dintr-un scut triunghiular cu marginile rotunjite.
În câmp albastru, se află o cetate crenelată cu poartă, de argint; cetatea este amplasată pe o insulă verde, între 2 munți de argint. Totul este plasat pe valuri de argint peste care broșează o ancoră neagră.
Scutul este trimbrat de o coroană murală de argint cu 5 turnuri crenelate.
Semnificațiile elementelor însumate:
Munții simbolizează relieful zonei.
Cetatea face referire la străvechea cetate Dierna.
Ancora semnifică faptul că așezarea este port la fluviul Dunărea.
Coroana murală cu 5 turnuri crenelate semnifică faptul că localitatea are rangul de municipiu.

## Demografie
Componența etnică a municipiului Orșova
     Români (78,58%)
     Romi (3,03%)
     Alte etnii (1,67%)
     Necunoscută (16,72%)
Componența confesională a municipiului Orșova
     Ortodocși (76,71%)
     Romano-catolici (3,16%)
     Alte religii (2,7%)
     Necunoscută (17,42%)
Conform recensământului efectuat în 2021, populația municipiului Orșova se ridică la 8.506 locuitori, în scădere față de recensământul anterior din 2011, când fuseseră înregistrați 10.441 de locuitori. Majoritatea locuitorilor sunt români (78,58%), cu o minoritate de romi (3,03%), iar pentru 16,72% nu se cunoaște apartenența etnică. Din punct de vedere confesional, majoritatea locuitorilor sunt ortodocși (76,71%), cu o minoritate de romano-catolici (3,16%), iar pentru 17,42% nu se cunoaște apartenența confesională.
|  | Graficele sunt indisponibile din cauza unor probleme tehnice. Mai multe informații se găsesc la Phabricator și la wiki-ul MediaWiki. |

Date: Recensăminte sau birourile de statistică - grafică realizată de Wikipedia

## Politică și administrație
Municipiul Orșova este administrat de un primar și un consiliu local compus din 17 consilieri. Primarul, Adrian Cican[*], de la Partidul Național Liberal, este în funcție din 1 noiembrie 2024. Începând cu alegerile locale din 2024, consiliul local are următoarea componență pe partide politice:
|  | Partid                          | Consilieri | Componența Consiliului | Componența Consiliului | Componența Consiliului | Componența Consiliului | Componența Consiliului | Componența Consiliului | Componența Consiliului | Componența Consiliului |
|  | ------------------------------- | ---------- | ---------------------- | ---------------------- | ---------------------- | ---------------------- | ---------------------- | ---------------------- | ---------------------- | ---------------------- |
|  | Partidul Național Liberal       | 8          |                        |                        |                        |                        |                        |                        |                        |                        |
|  | Partidul Social Democrat        | 5          |                        |                        |                        |                        |                        |                        |                        |                        |
|  | Alianța pentru Unirea Românilor | 4          |                        |                        |                        |                        |                        |                        |                        |                        |

## Personalități
- Ignat Bednarik (1882 - 1963), pictor;
- Petru Vintilă (1922 - 2002), scriitor;
- Alexander Fölker (n. 1956), handbalist;
- Horia Pitulea (n. 1966), om de afaceri;
- Nane (n. 1991), rapper;
- Eduard Rădăslăvescu (n. 2004), fotbalist.